# Мирјана Бобић Мојсиловић
Мирјана Бобић Мојсиловић (Београд, 29. јун 1959) српска је књижевница и новинар.
Након Прве београдске гимназије уписала је Факултет политичких наука у Београду, смер новинарство, где је дипломирала. Новинарством се бави од 1979. године кад је постала сарадник „Омладинских новина“ и „Дуге“. Била је уредник у часопису „Интервју“, а затим уредник-аутор у „Дуги“. Писала је за НИН, Младину, Данас, Ослобођење, Недељу, Политику, ТВ ревију, Став, Демократију итд. Радила је више емисија на телевизији као што су Ово вас још нисам питала (ТВ Б92), Погоди ко долази на вечеру коју се емитовала на Телевизији Ентер. Поред писања бави се и сликањем.
Мирјана Бобић Мојсиловић има сестру близнакињу, Зорицу Томић, која такође пише и издала је неколико књига из области комуникологије и културологије коју предаје на Филолошком факултету у Београду. Заједно с њом 1980-их написала је књигу о астрологији Liber Stellarum.
Мирјана је колумнисткиња у Вечерњим новостима. Њена колумна носи назив Срце под притиском.

## О делима
Прва књига коју је издала била је Баба немој ништа да ме питаш (1997). То је збирка краћих прича о љубави, женама и њиховим смешним, тужним, забавним и досадним мушкарцима. Једна од прича под називом Драгуљ Београда објављена је у Антологији приповедака српских књижевница Рајка Лукача.
Драма „Сузе су океј” (1999) је интегрални текст истоимене драме која се изводила у Народном позоришту у Београду. То је прича о песницима и о њиховој жељи да се оставе траг у животу.
Дневник српске домаћице (2000) говори о Титовим пионирима у Милошевићевој Србији и о свему што нас је потресало у тим временима. Објављена је 2002. године је у Француској, у издању L’age d’homme и у италијанском Publikem-у.
Роман Хепи енд (2002) говори о четрдесет година старој Љуби, професорки енглеског језика која трага за љубављу, а уједно има страх од старења.
У роману Мајке ми, бајка (2003) и даље је главни лик професорка Љуба која се пита да ли је срећан крај могућ само у бајкама или је могућ и у животу. Тражи начин да спасе свој живот упркос могућностима које су све мање.
Оно све што знаш о мени (2005), наслов књиге преузет је из песме Арсена Дедића. Роман је објављен октобра 2006. године у Француској у издању Editions de fallois.
Драма „Имитација живота” (2004) говори о деведесетим годинама двадесетог века у Србији и о транзицији у којој тренутно живимо.
Роман Твој сам (2006), разликује се по томе што главни јунаци нису више жене већ један мушкарац, један изневерени муж који тек након смрти своје вољене жене открива да га је варала и то сазнаје захваљујући огрлици која је састављена од полудрагих камења и у којој сваки камен симболише по једног љубавника.
Срце моје (2007) је роман о двоје заљубљених писаца који су се у прошлости волели и сада свако у својој књизи пише о тој љубави, на свој начин.